# Colin Fraser
Colin Fraser (* 28. Januar 1985 in Sicamous, British Columbia) ist ein ehemaliger kanadischer Eishockeyspieler und derzeitiger -scout, der im Verlauf seiner aktiven Karriere zwischen 2001 und 2015 unter anderem 298 Spiele für die Chicago Blackhawks, Edmonton Oilers und Los Angeles Kings in der National Hockey League auf der Position des Centers bestritten hat. Fraser gewann insgesamt zweimal den Stanley Cup – im Jahr 2010 mit den Chicago Blackhawks und im Jahr 2012 mit den Los Angeles Kings.

## Karriere
Colin Fraser begann seine Karriere als Eishockeyspieler bei den Red Deer Rebels aus der Western Hockey League, für die er von 2001 bis 2005 in der kanadischen Juniorenliga spielte. Während des NHL Entry Draft 2003 wurde er in der dritten Runde als insgesamt 69. Spieler von den Philadelphia Flyers ausgewählt.

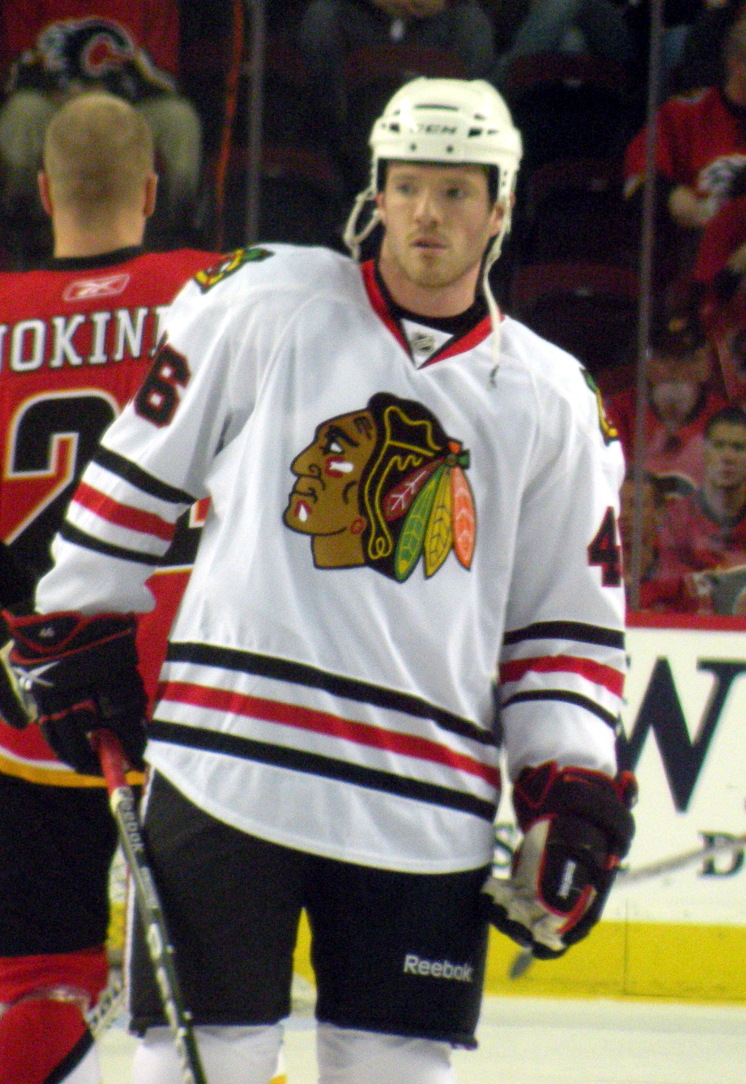
Fraser im Trikot des Chicago Blackhawks (2009)

Am 19. Februar 2004 wurde der Kanadier zusammen mit Jim Vandermeer und einem Zweitrunden-Wahlrecht für den NHL Entry Draft 2004 im Tausch für Alexei Schamnow und einem Viertrunden-Wahlrecht im Entry Draft des gleichen Jahres an die Chicago Blackhawks abgegeben. Bis Ende der Saison 2004/05 kam er noch auf drei Einsätze in der regulären Saison und sechs weitere in den Playoffs für die Norfolk Admirals, das damalige Farmteam Chicagos aus der American Hockey League (AHL). In den folgenden beiden Jahren spielte Fraser fast ausschließlich für die Admirals. Während der Saison 2006/07 gab Fraser sein Debüt in der National Hockey League. Es blieb jedoch sein einziger Einsatz in der NHL in dieser Spielzeit.
In der Spielzeit 2007/08 absolvierte Fraser 75 Spiele für Chicagos neues Farmteam aus der AHL, die Rockford IceHogs. Nach dieser Saison mit den IceDogs wurde Fraser als leidenschaftlicher Arbeiter mit überschaubarer Torgefahr analysiert und eine mittlere Wahrscheinlichkeit für eine NHL-Karriere vorhergesagt. In der Saison 2009/10 gewann er mit Chicago erstmals in seiner Laufbahn den Stanley Cup. Im Juni 2010 wurde er in einem Tauschgeschäft für ein Sechstrunden-Wahlrecht für den NHL Entry Draft 2010 zu den Edmonton Oilers abgegeben.
Am 26. Juni 2011 transferierten ihn die Edmonton Oilers gemeinsam mit einem Siebtrunden-Wahlrecht im NHL Entry Draft 2012 im Austausch für Ryan Smyth zu den Los Angeles Kings. Dieser Trade basierte insbesondere auf der Initiative von Smyth, welcher aus persönlichen Gründen wieder in seiner kanadischen Heimat spielen wollte. Smyth hatte mit 47 Punkten (23 Tore, 24 Assists) bei den Kings eine überzeugende Saison 2010/11 gespielt, was den Druck auf Fraser erhöhte, insbesondere da er durch einen Fußbruch im März 2011, die gesamte Vorbereitung mit seinem neuen Verein nicht bestreiten konnte. Doch Fraser kam in der Saison 2011/12 zu 85 Spieleinsätzen für die Kings und konnte mit dem Team in dieser Spielzeit wieder den Stanley Cup gewinnen.
In der Saison 2013/14 spielte Fraser die meiste Zeit beim AHL-Team der Kings, den Manchester Monarchs, sodass er beim erneuten Gewinn des Meisterpokals nicht darauf verewigt wurde und auch keinen neuen Vertrag erhielt. Als Free Agent wurde er für die Saison 2014/15 von den St. Louis Blues verpflichtet, bei denen er (abgesehen von einem NHL-Einsatz) für deren AHL-Team, den Chicago Wolves zum Einsatz kam. Für die Saison 2015/16 entschied er sich zu einem Wechsel nach Europa und unterzeichnete einen Einjahresvertrag bei den Nürnberg Ice Tigers aus der Deutschen Eishockey Liga.
Im November 2015 beendete Fraser aus persönlichen Gründen seine Karriere.

### International
Colin Fraser nahm an der Eishockey-Weltmeisterschaft der U20-Junioren 2005 teil und gewann mit dem kanadischen Nationalteam die Goldmedaille.

## Erfolge und Auszeichnungen

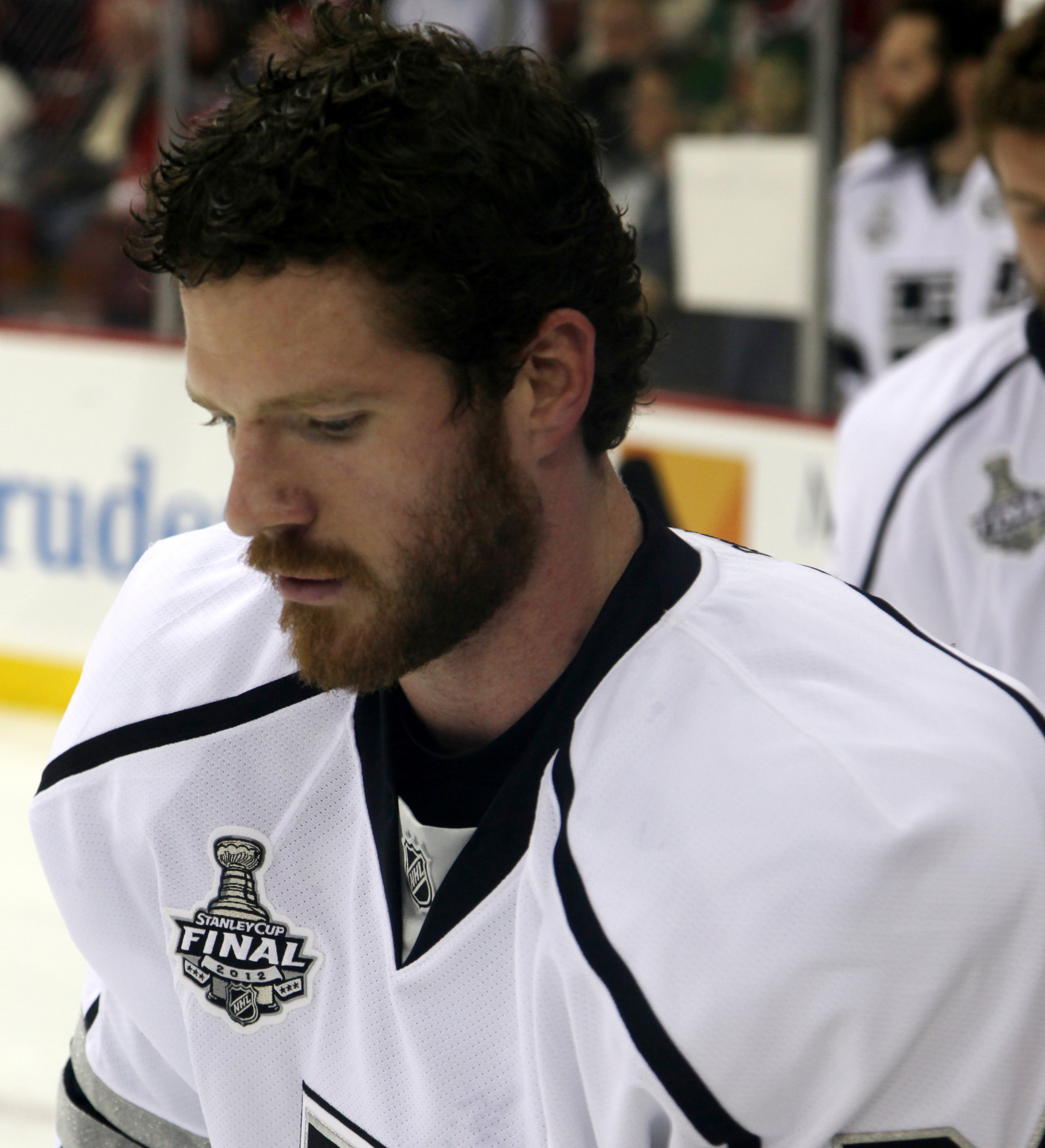
Colin Fraser im Trikot der Los Angeles Kings (2012)

| - 2003 CHL Top Prospects Game - 2005 Doug Wickenheiser Memorial Trophy - 2005 CHL Humanitarian of the Year | - 2010 Stanley-Cup-Gewinn mit den Chicago Blackhawks - 2012 Stanley-Cup-Gewinn mit den Los Angeles Kings |

### International
- 2002 Silbermedaille bei der World U-17 Hockey Challenge
- 2005 Goldmedaille bei der U20-Junioren-Weltmeisterschaft

## Karrierestatistik

### International
Vertrat Kanada bei:
- World U-17 Hockey Challenge 2002
- U20-Junioren-Weltmeisterschaft 2005

(Legende zur Spielerstatistik: Sp oder GP = absolvierte Spiele; T oder G = erzielte Tore; V oder A = erzielte Assists; Pkt oder Pts = erzielte Scorerpunkte; SM oder PIM = erhaltene Strafminuten; +/− = Plus/Minus-Bilanz; PP = erzielte Überzahltore; SH = erzielte Unterzahltore; GW = erzielte Siegtore; 1 Play-downs/Relegation; Kursiv: Statistik nicht vollständig)